# Thomas Aasen Markeng
Thomas Aasen Markeng, né le 18 juin 2000, est un sauteur à ski norvégien.

## Carrière
Markeng fait ses débuts dans l'équipe norvégienne lors de la saison 2017-2018, où il prend part à la Coupe continentale et est médaillé de bronze par équipes aux Championnats du monde junior.
C'est lors de l'édition 2019 des Championnats du monde junior qu'il remporte sa première victoire en gagnant le titre individuel, en plus d'une médaille d'argent par équipes. Juste après, il est victorieux de sa première manche de Coupe continentale, à Iron Mountain. Il est alors sélectionné pour la Coupe du monde disputée à Willingen, où il marque directement ses premiers points avec une 27e place. Il obtient aussi son ticket pour les Championnats du monde sénior à Seefeld, terminant vingtième au petit tremplin.
Au début de la saison 2019-2020, il atterrit sur son premier podium sur un concours par équipes. Lors de l'étape suivante, il se classe notamment dixième à Ruka.

## Palmarès

### Championnats du monde
| Épreuve / Édition     | Individuel     | Individuel     | Par équipes    | Par équipes |
| Épreuve / Édition     | Petit tremplin | Grand tremplin | Grand tremplin | Mixte       |
| Mondiaux 2019 Seefeld | 20e            | -              | -              | -           |

Légende :
- — : Markeng n'a pas participé à cette épreuve

### Coupe du monde
- Meilleur classement général : 36e en 2020.
- Meilleur résultat individuel : 10e.
- 1 podium par équipes : 1 deuxième place.

#### Classements généraux annuels
| Année     | Rang |
| 2018-2019 | 67e  |
| 2019-2020 | 36e  |
| 2020-2021 | 60e  |

### Championnats du monde junior
- 2018 : 
  -  Médaille de bronze par équipes.
- 2019 : 
  -  Médaille d'or en individuel.
  -  Médaille d'argent par équipes.

### Coupe continentale
- 1 victoire.